# Lijst van county's in Illinois
De Amerikaanse staat Illinois is onderverdeeld in 102 county's:

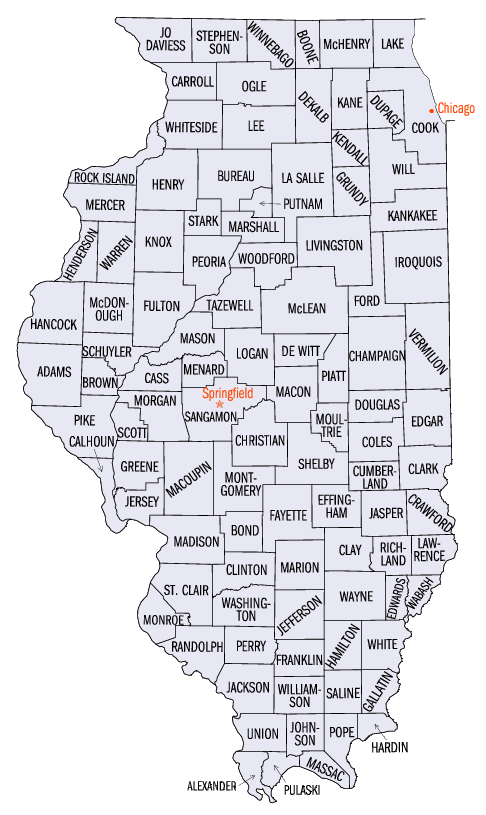
County's van Illinois

| County      | Inwoners 1 juli 2007 | Hoofdplaats    | Inwoners 1 juli 2007 |
| ----------- | -------------------- | -------------- | -------------------- |
| Adams       | 67.046               | Quincy         | 40.069               |
| Alexander   | 8458                 | Cairo          | 3151                 |
| Bond        | 18.103               | Greenville     | 7163                 |
| Boone       | 53.531               | Belvidere      | 26.156               |
| Brown       | 6566                 | Mount Sterling | 1904                 |
| Bureau      | 35.036               | Princeton      | 7526                 |
| Calhoun     | 5167                 | Hardin         | 948                  |
| Carroll     | 15.928               | Mount Carroll  | 1670                 |
| Cass        | 13.727               | Virginia       | 1684                 |
| Champaign   | 190.260              | Urbana         | 39.484               |
| Christian   | 34.543               | Taylorville    | 12.222               |
| Clark       | 16.884               | Marshall       | 3737                 |
| Clay        | 13.893               | Louisville     | 1235                 |
| Clinton     | 36.450               | Carlyle        | 3369                 |
| Coles       | 51.011               | Charleston     | 20.296               |
| Cook        | 5.285.107            | Chicago        | 2.836.658            |
| Crawford    | 19.611               | Robinson       | 6392                 |
| Cumberland  | 10.842               | Toledo         | 1128                 |
| DeKalb      | 103.729              | Clinton        | 7190                 |
| DeWitt      | 16.437               | Sycamore       | 17.188               |
| Douglas     | 19.598               | Tuscola        | 4547                 |
| DuPage      | 929.192              | Wheaton        | 54.552               |
| Edgar       | 18.919               | Paris          | 8785                 |
| Edwards     | 6572                 | Albion         | 1833                 |
| Effingham   | 34.225               | Effingham      | 12.452               |
| Fayette     | 21.466               | Vandalia       | 6756                 |
| Ford        | 14.170               | Paxton         | 4545                 |
| Franklin    | 39.491               | Benton         | 6934                 |
| Fulton      | 36.843               | Lewistown      | 2381                 |
| Gallatin    | 6025                 | Shawneetown    | 1318                 |
| Greene      | 13.890               | Carrollton     | 2448                 |
| Grundy      | 47.144               | Morris         | 13.562               |
| Hamilton    | 8245                 | McLeansboro    | 2757                 |
| Hancock     | 18.839               | Carthage       | 2511                 |
| Hardin      | 4468                 | Elizabethtown  | 316                  |
| Henderson   | 7587                 | Oquawka        | 1398                 |
| Henry       | 49.654               | Cambridge      | 2094                 |
| Iroquois    | 30.294               | Watseka        | 5493                 |
| Jackson     | 58.841               | Murphysboro    | 8291                 |
| Jasper      | 9707                 | Newton         | 2945                 |
| Jefferson   | 40.168               | Mount Vernon   | 16.319               |
| Jersey      | 22.455               | Jerseyville    | 8270                 |
| Jo Daviess  | 22.304               | Galena         | 3354                 |
| Johnson     | 13.065               | Vienna         | 1288                 |
| Kane        | 501.021              | Geneva         | 24.182               |
| Kankakee    | 110.705              | Kankakee       | 26.608               |
| Kendall     | 96.818               | Yorkville      | 15.193               |
| Knox        | 51.855               | Galesburg      | 31.091               |
| Lake        | 710.241              | Waukegan       | 91.138               |
| LaSalle     | 112.616              | Ottawa         | 19.142               |
| Lawrence    | 15.588               | Lawrenceville  | 4416                 |
| Lee         | 35.450               | Dixon          | 15.272               |
| Livingston  | 38.258               | Pontiac        | 11.329               |
| Logan       | 29.962               | Lincoln        | 14.636               |
| Macon       | 108.732              | Decatur        | 76.674               |
| Macoupin    | 48.235               | Carlinville    | 5949                 |
| Madison     | 267.347              | Edwardsville   | 24.460               |
| Marion      | 39.857               | Salem          | 7470                 |
| Marshall    | 12.851               | Lacon          | 1861                 |
| Mason       | 15.151               | Havana         | 3343                 |
| Massac      | 15.109               | Metropolis     | 6464                 |
| McDonough   | 31.992               | Macomb         | 18.701               |
| McHenry     | 315.943              | Woodstock      | 23.215               |
| McLean      | 164.209              | Bloomington    | 72.416               |
| Menard      | 12.466               | Petersburg     | 2207                 |
| Mercer      | 16.490               | Aledo          | 3566                 |
| Monroe      | 32.372               | Waterloo       | 9634                 |
| Montgomery  | 29.810               | Hillsboro      | 6181                 |
| Morgan      | 35.272               | Jacksonville   | 19.319               |
| Moultrie    | 14.324               | Sullivan       | 4339                 |
| Ogle        | 55.011               | Oregon         | 4138                 |
| Peoria      | 182.993              | Peoria         | 113.546              |
| Perry       | 22.596               | Pinckneyville  | 5407                 |
| Piatt       | 16.493               | Monticello     | 5315                 |
| Pike        | 16.707               | Pittsfield     | 4517                 |
| Pope        | 4182                 | Golconda       | 661                  |
| Pulaski     | 6490                 | Mound City     | 602                  |
| Putnam      | 6014                 | Hennepin       | 705                  |
| Randolph    | 32.760               | Chester        | 7795                 |
| Richland    | 15.546               | Olney          | 8344                 |
| Rock Island | 147.329              | Rock Island    | 38.243               |
| Saline      | 26.102               | Harrisburg     | 9638                 |
| Sangamon    | 194.122              | Springfield    | 117.090              |
| Schuyler    | 6990                 | Rushville      | 3128                 |
| Scott       | 5215                 | Winchester     | 1558                 |
| Shelby      | 21.759               | Shelbyville    | 4615                 |
| St. Clair   | 261.316              | Belleville     | 41.034               |
| Stark       | 6191                 | Toulon         | 1352                 |
| Stephenson  | 46.573               | Freeport       | 24.769               |
| Tazewell    | 131.154              | Pekin          | 33.406               |
| Union       | 18.257               | Jonesboro      | 1832                 |
| Vermilion   | 81.191               | Danville       | 32.476               |
| Wabash      | 12.165               | Mount Carmel   | 7477                 |
| Warren      | 17.402               | Monmouth       | 9104                 |
| Washington  | 14.769               | Nashville      | 3040                 |
| Wayne       | 16.568               | Fairfield      | 5190                 |
| White       | 14.657               | Carmi          | 5196                 |
| Whiteside   | 59.198               | Morrison       | 4305                 |
| Will        | 673.586              | Joliet         | 144.316              |
| Williamson  | 64.541               | Marion         | 17.275               |
| Winnebago   | 298.759              | Rockford       | 156.596              |
| Woodford    | 38.017               | Eureka         | 5235                 |

Alabama · Alaska · Arizona · Arkansas · Californië · Colorado · Connecticut · Delaware · Florida · Georgia · Hawaï · Idaho · Illinois · Indiana · Iowa · Kansas · Kentucky · Louisiana · Maine · Maryland · Massachusetts · Michigan · Minnesota · Mississippi · Missouri · Montana · Nebraska · Nevada · New Hampshire · New Jersey · New Mexico · New York · North Carolina · North Dakota · Ohio · Oklahoma · Oregon · Pennsylvania · Rhode Island · South Carolina · South Dakota · Tennessee · Texas · Utah · Vermont · Virginia · Washington · West Virginia · Wisconsin · Wyoming